# Mesanthura miyakoensis
Mesanthura miyakoensis là một loài chân đều trong họ Anthuridae. Loài này được Nunomura miêu tả khoa học năm 1979.